# Systoechus pumilio
Systoechus pumilio är en tvåvingeart som beskrevs av Becker 1915. Systoechus pumilio ingår i släktet Systoechus och familjen svävflugor. Inga underarter finns listade i Catalogue of Life.